# Don MacLean
Donald James MacLean (Palo Alto, California, 16 de enero de 1970) es un exjugador de baloncesto estadounidense que jugó durante nueve temporadas en la NBA. Con 2,08 metros de altura, lo hacía en la posición de alero.

## Trayectoria deportiva

### Universidad
Jugó durante 4 temporadas con los Bruins de la Universidad de California en Los Ángeles, donde tuvo una carrera llena de éxitos a nivel personal. Ganó en tres ocasiones el MVP de la Pacific Ten Conference, siendo incluido en esas ocasiones en el mejor quinteto de la conferencia. Llegó a anotar 41 puntos en un partido como novato, y acabó finalmente como máximo anotador histórico de UCLA, con 2608 puntos. En total promedió 20,5 puntos y 7,8 rebotes por partido.

#### Récords con los Bruins
A lo largo de su carrera universitaria acumuló varios récords de su universidad, hazaña más importante si cabe ya que por allí pasaron jugadores como Kareem Abdul-Jabbar o Bill Walton, entre muchos otros. Son los siguientes:
- Más puntos en una carrera, con 2608.
- Mejor porcentaje de puntos (18,6) y rebotes (7,5) en una temporada como freshman (novato).
- Más tiros de campo anotados (943, empatado con Lew Alcindor).
- Más tros de campo intentados (1776).
- Más partidos por encima de los 20 puntos (68).
- Más partidos anotanto 10 o más puntos (123, incluidos 68 consecutivos).
- Segundo jugador con mejor porcentaje de tiros libres (86%).[1]

### Profesional
A pesar de sus espectaculares cifras como universitario, no fue elegido hasta la decimonovena posición del Draft de la NBA de 1992 por Detroit Pistons, quienes lo traspasaron a Los Angeles Clippers, quienes a su vez lo enviaron a Washington Bullets, donde acabó por fin jugando. Tras una floja primera temporada, en su segundo año se ganó el puesto de titular, pasando de los 6,6 puntos y 2 rebotes por partido de la temporada anterior a 18,2 puntos y 6,2 rebotes, siendo elegido Jugador Más Mejorado de la NBA. Al año siguiente bajó ostensiblemente su rendimiento, y comenzó para el un paseo por varios equipos de la liga, jugando no más de un año en cada uno de ellos. Se retiró en 2001, vistiendo la camiseta de los Miami Heat. En el total de su carrera promedió 10,9 puntos y 3,8 rebotes.
En el año 2000 dio positivo en un control antidopaje por esteroides, aunque el jugador Charles Barkley salió en su defensa argumentando: He visto a Don MacLean desnudo, y no usa esteroides.

## Estadísticas de su carrera en la NBA

### Temporada regular
| Año     | Equipo       | PJ  | PT  | MPP  | %TC  | %3P   | %TL  | RPP | APP | ROB | TPP | PPP  |
| ------- | ------------ | --- | --- | ---- | ---- | ----- | ---- | --- | --- | --- | --- | ---- |
| 1992-93 | Washington   | 62  | 4   | 10.9 | .435 | .500  | .811 | 2.0 | .6  | .2  | .1  | 6.6  |
| 1993-94 | Washington   | 75  | 69  | 33.2 | .502 | .143  | .824 | 6.2 | 2.1 | .6  | .3  | 18.2 |
| 1994-95 | Washington   | 39  | 20  | 27.0 | .438 | .250  | .765 | 4.2 | 1.3 | .4  | .1  | 11.0 |
| 1995-96 | Denver       | 56  | 5   | 19.8 | .426 | .286  | .732 | 3.7 | 1.6 | .4  | .1  | 11.2 |
| 1996-97 | Philadelphia | 37  | 2   | 19.8 | .447 | .316  | .660 | 3.8 | 1.0 | .3  | .3  | 10.9 |
| 1997-98 | New Jersey   | 9   | 0   | 4.7  | .100 | .500  | –    | .6  | .0  | .0  | .0  | .3   |
| 1998-99 | Seattle      | 17  | 10  | 21.5 | .396 | .273  | .625 | 3.8 | .9  | .3  | .3  | 10.9 |
| 1999-00 | Phoenix      | 16  | 0   | 8.9  | .367 | .333  | .667 | 1.4 | .5  | .1  | .1  | 2.6  |
| 2000-01 | Miami        | 8   | 1   | 9.5  | .500 | 1.000 | .750 | 2.3 | .5  | .6  | .1  | 3.9  |
| Total   | Total        | 319 | 111 | 20.9 | .455 | .284  | .765 | 3.8 | 1.3 | .4  | .2  | 10.9 |

## Vida personal
MacLean vive en el Sur de California con su mujer, Brooke, y sus tres hijos: Kyle, Blake y Trent.